# Irina Poplavskaja
Irina Poplavskaja (russisk: Ирина Ивановна Поплавская) (født 8. december 1924 i Moskva i Sovjetunionen, død 28. maj 2012 i Moskva i Rusland) var en sovjetisk filminstruktør og manuskriptforfatter.

## Filmografi
- Dzjamilja (Джамиля, 1968)[1][2]
- Vasilij i Vasilisa (Василий и Василиса, 1981)